# Tija Gomilar Zickero
Tija Gomilar Zickero, slovenska rokometašica, * 12. maj 2000, Ljubljana.
Je bila članica RK Krim od 2017–2022. Trenutno je članica Sport-Union Neckarsulm (2022–) in slovenske reprezentance.
Za Slovenijo je nastopila na evropskem prvenstvu 2020 na svetovnem prvenstvu 2021, evropskem prvenstvu 2022